# قاسم أباد (تيران وكرون)
قاسم أباد هي قرية في مقاطعة تيران وكرون، إيران. عدد سكان هذه القرية هو 943 في سنة 2006.